# Mężyk (demon)
Mężyk, mały mąż, mały człowiek, mały mężczyzna – demon rodzaju męskiego występujący w wierzeniach ludu pomorskiego, groźny dla kobiet w połogu, podmieniający lub porywający niemowlęta. Odpowiednik żeńskich dziwożon, mamun, sybieli, boginek.
Z długą do ziemi brodą, chwytał dziecko z kolebki, rzucał je na ławę u komina, a jeśli zawczasu ktoś od tego nie uchronił, porywał je i uprowadzał ze sobą do podziemi.
Aby zapobiec takim sytuacjom kładło się do kołyski stal lub stalowy przedmiot. 